# Drets del col·lectiu LGBT a Kenya

Aquest és un article sobre els drets LGBT a Kenya. Les persones lesbianes, gais, bisexuals i transsexuals a Kenya han d'afrontar reptes legals que no experimenten els residents no LGBT. La sodomia és un delicte per la Secció 162 del Codi Penal de Kenya, punible amb 14 anys de presó i qualsevol pràctica sexual entre homes (denominada "gran indecència") és delicte en virtut de la secció 165 del mateix estatut, punible amb 5 anys de presó. L'estat no reconeix cap relació entre persones del mateix sexe; el matrimoni homosexual està prohibit sota la Constitució de Kenya. No hi ha proteccions explícites contra la discriminació sobre la base d'orientació sexual i identitat de gènere. Es prohibeix l'adopció a les persones homosexuals.
Les persones transgènere han patit històricament discriminació, i no hi ha disposicions legals relacionades amb els drets dels transgènere. Tanmateix, hi ha hagut una sèrie de resolucions judicials a favor dels drets dels transgènere, com ara el dret a canviar els noms que figuren en els documents legals. Actualment, no és clar si aquestes resolucions constitueixen una llei substantiva sobre la qüestió del canvi del gènere legal.
La societat kenyana és altament conservadora, i una gran majoria de persones tenen opinions negatives sobre les persones LGBT.
L'homosexualitat es considera "en gran part considerada com a tabú i repugnant davant dels valors culturals i la moral" de Kenya. Tot i això, diverses organitzacions treballen per protegir i millorar els drets de les persones LGTB.

## Opinió pública

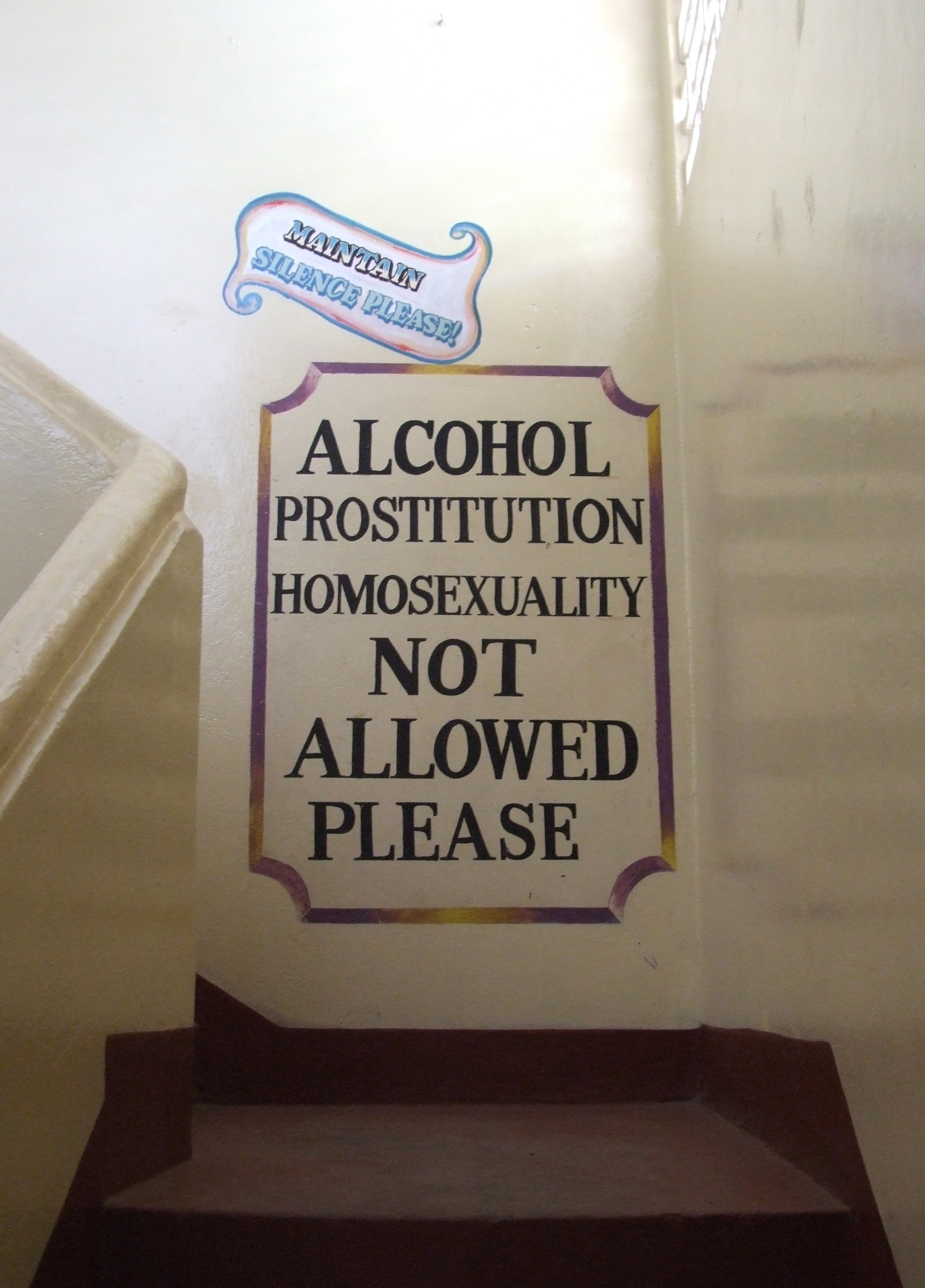
Normes a les cases d'hostes a la predominantment musulmana Costa Est

Segons el Pew Global Attitudes Project de 2007, el 96 % dels residents de Kenya creuen que l'homosexualitat és una forma de vida que la societat no hauria d'acceptar, la cinquena taxa més alta de no acceptació en els 45 països enquestats.
La no governamental Kenya Human Rights Commission va publicar en 2011 el primer treball de recerca sobre l'estatus jurídic i social de les persones LGBTI a Kenya. Entre els que van sortir o es van donar a conèixer als seus familiars, el 89% va informar que van ser rebutjats.:pgs: 24–25 S'ha informat que els empleats havien estat rescindits o sotmesos a hostilitat, ridícul, humiliació i discriminació quan la seva orientació sexual o identitat de gènere era coneguda en el lloc de treball.:pàg: 26
Els valors religiosos i culturals tradicionals tenen un paper substancial en aquestes xifres. Els líders de les tres religions dominants a Kenya, catòlics, anglicans i islàmics, condemnen l'homosexualitat i la identitat transgènere com a signes de decadència, malaltia i immoralitat.
El juny de 2011, el xeic Sheikh Majid Obeid del Col·legi Islàmic de Kisauni va culpar la inflació i la sequera a les persones que participen en actes del mateix sexe. El conseller d'Imams i Preceptors de Kenya, el secretari d'organització de l'exèrcit, el xeic Mohammed Khalifa, va dir: "Demanem als kenyans que evitin les empreses propietat d'aquestes persones i mostrin-los una discriminació oberta com a forma d'aturar l'acte bestial. Abusen de manera brutal dels drets dels altres i no haurien d'acceptar-se entre la societat".
Una multitud de 100 persones liderades per líders religiosos i ancians del poble el 23 de febrer de 2012 van assaltar una reunió d'homosexuals al Centre de Capacitació Juvenil i Biblioteca de CDM de Likoni CDF. El cap de policia de Likoni, Abagarro Guyo, i el mestre de districte, Moses Ouma, van ordenar clausurar la reunió. El xeic Amir Zani de la mesquita Muzadhalfa va descriure el seminari com "il·legal, impiu i inacceptable". Va amenaçar amb "mobilitzar la comunitat a bastonejar als gais si l'organitzaven una altra vegada". Però el funcionari del districte del Ministeri de Joventut i Esports, David Ogal, va defensar els organitzadors del seminari i va acusar els residents de malentendre els seus objectius.
Julius Kalu, un bisbe de l'Església Anglicana de Kenya a Mombasa, va dir el juliol de 2012 que el moviment per permetre matrimonis homosexuals és una amenaça més gran per a l'església cristiana que el terrorisme, tot i que els cristians a Kenya havien patit diversos atemptats terroristes el 2012. Tanmateix l'11 d'agost de 2012, durant una reunió amb cristians LGBT, Kalu va negar haver fet aquesta afirmació. "No era jo qui va dir que els gais són pitjors que els terroristes. Mai. Tanmateix, totes les coses treballen conjuntament per als que estimen Déu i us confesso que, aquest article tan despectiu i infame m'ha ajudat a saber molt sobre les persones LGBT. A causa d'això, he estat contactat pels meus companys bisbes en el grup d'escolta del Regne Unit, Canadà [,] i individus LGBTI a Kenya. Per tant, permeti'm aclarir l'aire sobre aquest tema, mai vaig dir res d'aquesta mena ! Aquesta és la meva primera vegada a veure o fins i tot reunir-me amb gent de LGBTI i especialment de Kenya. És realment una vergonya per a mi haver estat predicant persones LGBTI a l'Església Anglicana quan fins i tot no ho sé." L'assassinat del defensor de drets LGBT tanzanès Maurice Mjomba va ser esmentat durant la reunió i es va informar que "apareixia visiblement molestat, entristit [,] i colpejat amb pena" per les notícies. Segons l'informe, "va afirmar que era necessari que les societats humanes visquessin l'amor, l'atenció [,] i l'harmonia entre elles sense assignar indiferències". Va condemnar l'assassinat de Mjomba com un acte "atroç i covard" i va expressar el desig que, d'aquí a un dia, les persones LGBTI visquin en un món lliure sense "violència i discriminació".
En 2014 el Kenya Film Classification Board va prohibir que la pel·lícula de temàtica LGBT Stories of Our Lives, feta per un col·lectiu artístic amb base a Nairobi, fos distribuïda o projectada a Kenya, sobre la base que "promou" l'homosexualitat.

## Visió dels funcionaris del govern
El novembre de 2010, el primer ministre kenyà Raila Odinga va dir que el comportament de les parelles homosexuals era "no natural" i que "si es troben, els homosexuals haurien de ser arrestats i portats a les autoritats competents". Va afirmar que "no hi havia necessitat de relacions homosexuals" perquè el cens més recent va mostrar que hi havia més dones que homes. Va dir que era "una bogeria per un home enamorar-se d'un altre home mentre hi hagués moltes dones" i que "no hi havia necessitat de que les dones participessin en el lesbianisme, ja que no podrien tenir fills". Dies després, Odinga va negar l'ordre de detenció de parelles homosexuals, dient que només significava que els matrimonis del mateix sexe eren il·legals a Kenya.
El novembre de 2010, el comissari de presons, Isaiah Osugo, va anunciar un pla per a la vigilància de circuit tancat de televisió a les presons de Kenya per frenar les relacions sexuals entre els reclusos masculins.

## Lleis sobre l'activitat sexual amb persones del mateix sexe

### Estatuts
Els actes sexuals entre homes són il·legals sota els estatuts de Kenya i tenen una pena màxima de 14 anys de presó, excepte 21 anys en determinades circumstàncies agreujants. Els actes sexuals entre dones no s'esmenten específicament en aquests estatuts, tot i que és discutible si el terme "persona" en gènere neutre a la secció 162 del Codi Penal inclou dones. De fet, el primer ministre Raila Odinga, el 28 de novembre de 2010, va demanar que les arrestessin, juntament amb homes gais.
El Codi penal kenyà de 1930, tal com es va revisar el 2006, estableix el següent:
- Secció 162. Delictes antinaturals.

Qualsevol persona que -
(a) tingui coneixement carnal amb qualsevol persona contra l'ordre de la natura; o
(c) permeti que una persona masculina tingui coneixement carnal d'ell o ella contra l'ordre natural, és culpable d'un delicte i és sotmès a empresonament durant catorze anys:
Sempre que, en el cas d'un delicte conforme al paràgraf (a), el delinqüent serà responsable de presó durant vint-i-un anys si -
(i) el delicte es va cometre sense el consentiment de la persona que era carnalment coneguda; o
(ii) el delicte es va cometre amb el consentiment d'aquesta persona, però el consentiment es va obtenir per força o per mitjà d'amenaces o intimidació d'algun tipus, o per por a dany corporal o mitjançant falses representacions sobre la naturalesa de l'acte
- Secció 163. Intent de cometre infraccions antinaturals.

| « | Qualsevol persona que intenti cometre algun dels delictes especificats a l'article 162 és culpable d'un delicte greu i és sancionat per set anys de presó. | » |

- Secció 165. Pràctiques indecents entre homes.

| « | Qualsevol persona masculina que, en públic o privat, cometi qualsevol acte d'indecència bruta amb una altra persona masculina, o procuri que una altra persona masculina cometi cap acte d'indecència bruta amb ell o intenti procurar la comissió d'un acte d'aquest tipus per qualsevol persona amb ell o amb una altra persona, ja sigui en públic o privat, és culpable d'un delicte i és sancionat amb cinc anys de presó. | » |

La Kenya Human Rights Commission va informar el 2011 sobre com aquests estatuts tenen efectes indirectes però molt adversos sobre les persones LGBTI, dient:
| « | Les pràctiques sexuals amb persones del mateix sexe continuen sent criminalitzades ... i tot i que hi ha poques conviccions basades en les seccions 162 a 165 del Codi Penal ..., les persones LGBTI són assetjades rutinàriament per la policia, retinguts a les presons més enllà del període constitucional, sense càrrecs contra d'ells, i portats a tribunals amb càrrecs inventats. Molt relacionat amb això és el càrtel d'oficials policials corruptes que generalment extorsionen i fan xantatge a persones LGBTI amb amenaces d'arrest i empresonament si no paguen aquests suborns. ... Els treballadors sexuals LGBTI, majoritàriament homes que tenen relacions sexuals amb homes, sovint pateixen suborns i favors sexuals per part dels oficials de policia masculins a canvi de la seva llibertat i seguretat. ... Els que no paguen suborns o favors sexuals estan acusats de càrrecs inventats i de vegades violats per oficials de seguretat de l'estat.:pages: 21–23 | » |

### Provisions constitucionals
La Constitució de Kenya, que va entrar en vigor el 27 d'agost de 2010, no protegeix expressament els drets de les persones LGBTI perquè, segons els experts que redacten la constitució, la majoria dels kenyans rebutjarien la constitució en el referèndum per adoptar-la. No obstant això, molts argumenten que els estatuts de Kenya que discriminen les persones LGBTI són inconstitucionals i buits a causa de l'àmplia protecció dels drets civils i humans de la Constitució. Peter Anaminyi, director nacional de Feba Radio, va predir el juny de 2011 que en un termini de 18 mesos hi hauria un desafiament a la constitucionalitat del Codi Penal de Kenya.

#### Article 2
L'article 2 de la Constitució de Kenya estableix, en el paràgraf 5, que "les normes generals del dret internacional formaran part de la llei de Kenya" i, en el paràgraf 6, que "un tractat o convenció ratificat per Kenya formarà part de la llei de Kenya en virtut d'aquesta Constitució ". En el paràgraf 4), la Constitució estableix que "una llei, inclosa la llei consuetudinària, que sigui incompatible amb la [Constitució] és nul·la en la mesura de la inconsistència, i qualsevol acte o omissió contra de la Constitució no és vàlid." En la mesura que qualsevol llei de Kenya violi les obligacions voluntàries o involuntàries de Kenya en virtut del dret internacional, la llei serà indiscutiblement nul·la segons l'article 2.:pages: 448–9

#### Article 10
L'apartat b) de l'article 10 de la Constitució de Kenya estableix que "els valors i principis nacionals de governança inclouen: la dignitat humana, l'equitat, la justícia social, la inclusió, la igualtat, els drets humans, la no discriminació i la protecció de la marginats ..." Pel que fa a aquesta disposició, "allà mateix, hi ha una base ferma [per] una per argumentar contra la violació de la seva dignitat [de les persones LGBTI] ... en funció del seu gènere o orientació sexual. És un terreny ferm a la competència per a la inclusió, la no discriminació i la igualtat també".

#### Article 19
L'article 19 de la Constitució de Kenya estableix que,
| « | (1) La Carta de Drets [Articles 19-59] és part integrant de l'estat democràtic de Kenya i és el marc de les polítiques socials, econòmiques i culturals. (2) El propòsit de reconèixer i protegir els drets humans i les llibertats fonamentals és preservar la dignitat de les persones i les comunitats i promoure la justícia social i la realització del potencial de tots els éssers humans. | » |

#### Article 20
L'article 20(3)(b) de la Constitució de Kenya exigeix que els tribunals, quan apliquin una disposició de la Carta de Drets, "adoptin la interpretació jurídica que més afavoreixi l'aplicació d'una llibertat o llibertat fonamental". Pel que fa a aquest article, Makau Mutua, president de la Comissió de Drets Humans de Kenya i degà de la Facultat de Dret de Buffalo de la Universitat Estatal de Nova York, va dir que "on un dret és contestat, els tribunals han de prendre la interpretació més liberal de la llei per evitar negar el dret".

#### Article 24
L'article 24 (1) de la Constitució de Kenya estableix que "un dret o llibertat fonamental en la Carta de Drets no es limita, excepte per la llei, i només en la mesura que la limitació sigui raonable i justificable en un pla obert i democràtic societat basada en la dignitat humana, la igualtat i la llibertat, tenint en compte tots els factors rellevants ...".

#### Article 27
L'article 27 de la Constitució de Kenya estableix que,
1. Cada persona és igual davant la llei i té dret a la igual protecció i igual benefici de la llei.
2. La igualtat inclou el gaudi ple i igual de tots els drets i llibertats fonamentals.
3. Les dones i els homes tenen dret a la igualtat de tracte, inclòs el dret a la igualtat d'oportunitats en l'àmbit polític, econòmic, cultural i social.
4. L'Estat no ha de discriminar directament o indirectament contra cap persona en cap terreny, inclosa raça, sexe, embaràs, estat civil, estat de salut, origen ètnic o social, color, edat, discapacitat, religió, consciència, creença, cultura, idioma o naixement.
5. Una persona no ha de discriminar directament o indirectament contra una altra persona en cap dels motius especificats o prevists en la clàusula (4).

Pel que fa a aquest article, The Equal Rights Trust i la no governamental Kenya Human Rights Commission van dir en 2012,
| « | Si bé la Constitució no preveu explícitament la no discriminació per raó de l'orientació sexual i la identitat de gènere, hi ha possibilitats de rectificació a través dels tribunals o legislació posterior. L'article 27 (4) de la Constitució de Kenya 2010 estableix que "l'estat no ha de discriminar directament o indirectament en cap terreny, incloent-hi [característiques llistades], mentre que l'article 27 (5) estableix que les persones no poden discriminar per cap dels motius "especificats o previst en la clàusula (4)". En aquest sentit, la prohibició de discriminació tant per part dels actors estatals com no estatals ha de ser considerada com una inclusió de l'orientació sexual i la identitat de gènere. | » |

En una submissió de maig de 2012 al Comitè de Drets Humans de les Nacions Unides, el govern de Kenya va acceptar aquesta interpretació de l'article 27 (4).
Makau Mutua argumenta que el Codi Penal de Kenya és inconstitucional en virtut d'aquest article.
| « | L'article 27, que és igual a la protecció de la Constitució, estableix que "tota persona" és "igual davant la llei" i té el "dret a la igualtat de protecció" davant la llei. Aquesta és una protecció inequívoca, categòrica i general contra la discriminació. L'article no exclou als homosexuals de l'àmbit de la protecció constitucional. A més, l'article 27 (4) prohibeix la discriminació per motius de "sexe". S'ha entès que la prohibició de la discriminació per motius de sexe inclou l'orientació sexual. La Constitució elimina tota la cambra de distracció prohibint la discriminació tant directa com indirecta. | » |

#### Article 28
L'article 28 de la Constitució de Kenya estableix que "totes les persones tenen la dignitat inherent i el dret a respectar i protegir aquesta dignitat". Aquest article ofereix "un nou impuls als drets de la comunitat LGBTI".

#### Article 31
L'article 31 de la Constitució de Kenya estableix que "tota persona té dret a la intimitat ...".

## Matrimoni i aliances entre persones del mateix sexe
L'article 45 (2) de la Constitució de Kenya autoritza específicament el matrimoni entre sexes oposats, però calla sobre el matrimoni entre persones del mateix sexe. "Tots els adults tenen dret a casar-se amb una persona del sexe oposat, basant-se en el lliure consentiment de les parts".
A l'octubre de 2009, dos homes de Kenya, Charles Ngengi i Daniel Chege, es van convertir en parella civil en una cerimònia a Londres. La cerimònia va rebre una atenció àmplia a Kenya, la majoria crítica. Els familiars de Chege van ser assetjats severament per persones que vivien a la seva aldea natal de Gathiru al districte de Murang'a.

### Fals rumor sobre el matrimoni homosexual a Mtwapa
Al febrer de 2010, es va estendre un rumor a la ciutat costanera de Mtwapa, que dos homes kenyans anaven a casar-se en un hotel local. El rumor va desencadenar una "caça de bruixes de casa per casa per vigilants anti-gais, atacs al carrer dirigits a homes homosexuals, el saqueig d'un centre mèdic de lluita contra la sida i una onada de cobertura nacional ultra-homofòbica". Una estació de ràdio local, Kaya FM, va recollir la història i va començar una sèrie de programes sobre gais que "incloïen conferències telefòniques plenes de discursos homofòbics i incitacions a la violència". Baraka FM, Rahma FM, i les emissores de ràdio nacionald, inclodrd Kiss i Classic FM, també van publicar la història. Cinc dies abans de la data de les noces inexistents, "molts dels muftis i els imams van parlar de les noces imminents durant les oracions del divendres i van demanar a la comunitat que vigilés els homosexuals i van explicar als seus congregats que demostressin i eliminessin als homosexuals de Mtwapa per assegurar-se que no hi hagi cap casament gai".
El dia anterior a les noces inexistents, Sheikh Ali Hussein, coordinador regional del Consell d'Imams i Predicadors de Kenya, va convocar una roda de premsa que condemnava les noces, juntament amb el bisbe Lawrence Chai, representant regional de la Consell Nacional d'Esglésies de Kenya. Van advertir que "Déu està a punt de castigar la ciutat que creix més ràpidament a la regió de la Costa. Veniu de nit, veniu de dia, no permetrem que el matrimoni es dugui a terme demà en aquesta ciutat. Ens mantindrem ferms per eliminar els homosexuals que assetgen aquesta ciutat cada cap de setmana de tots els racons d'aquest país".
També van advertir a l'amo d'un edifici de la ciutat, que suposadament llogava habitacions només per als homosexuals, que si no els expulsava d'aquí a set dies s'enfrontaria a la seva ira. Els dos van denunciar la clínica Mtwapa dirigida pel Kenya Medical Research Institute, que compta amb un programa de SIDA per assessorar i tractar homes que tenen relacions sexuals amb homes. "Demanem que el govern el tanqui amb efectes immediats o anirem contra els seus funcionaris". Un ex membre del parlament de Kenya, Omar Masumbuko, va dirigir-se a la multitud reunida fora de la ciutat comissaria. Va dir que "l'homosexualitat ha de ser detinguda i tots els mitjans solien fer que això passi". Va dir a la multitud "que ni tan sols haurien de preocupar-se de portar els homosexuals que trobin a la comissaria sinó que haurien de fer-se càrrec del problema".

### Matrimoni tradicional homosexual femení
El casament femení entre persones del mateix sexe es practica entre els gikuyus, nandis, kambes, kipsigis, i en menor mesura pobles veïns. Aproximadament el 5-10% de les dones d'aquestes nacions es troben en aquests matrimonis. Tanmateix, això no es veu com homosexual, sinó que és una manera de que les famílies sense fills mantinguin la seva herència dins de la família. Les parelles es consideren casades, encara que els termes que utilitzen són "sogra" i "nora". El "marit" femení (el "sogra") porta el nom i la família, mentre que la dona "esposa" (la nora) té nens, amb la intenció de tenir un fill. El "marit" femení pot ser vídua, però també pot tenir un marit masculí viu, però no serà el pare dels fills femenins, i la identitat del pare biològic, encara que sovint amb parentiu, es manté en secret. Aquests matrimonis poden ser polígams; el 2010 es va entrevistar una dona que havia pres cinc esposes.

## Adopció de nens
La Children Act de 2001 fa que els homosexuals i les parelles no casades no siguin aptes per adoptar fills. Tot i que aquesta inelegibilitat no s'apliqui específicament, "un tribunal pot negar-se a adoptar una ordre d'adopció respecte a qualsevol persona o persones si és que és satisfet per qualsevol motiu que no sigui en el millor interès del benestar de l'infant".

## Persones trans
Pel que fa a les persones transsexuals, la Comissió Nacional de Drets Humans de Kenya va informar a l'abril de 2012,
| « | Les persones transsexuals a Kenya pateixen estigma i discriminació i no poden accedir a la teràpia de reassignació de gènere. Un testimoni que va declarar en la investigació va indicar que havia sofert tots els processos de reassignació, però l'Hospital Nacional Kenyatta va declinar la cirurgia i no va oferir cap motiu per la declinació. Els seus intents d'apel·lar al Kenya Medical Practitioners and Dentist's Board no han tingut èxit. Sense permetre que es completi la teràpia, les persones transgènere pateixen problemes d'identitat ja que són biològicament homes o dones, però es presenten en un gènere per mitjà de vestimenta, expressions de personalitat o a través d'altres rols socialment definits. Quan són detinguts, la policia sovint s'enfronta a dificultats amb relació a les cel·les (per homes o dones) per detenir persones transgènere. Quan a les zones d'entreteniment, tenen por d'utilitzar banys designats per a qualsevol sexe, per por de ser capturats per altres persones i acusats o utilitzar per error banys per delictes sexuals. El testimoni va testificar que de vegades es troben amb parelles del sexe oposat que exigeixen tenir relacions sexuals amb ells. Quan descobreixen que no són dones o homes (depenent del gènere de la parella sexual), criden i atreuen membres del públic a l'habitació de l'hotel causant molèsties, estigmes i vergonya pública a la persona transsexual. | » |

Les persones trans s'enfronten a l'estigma, la discriminació i la violència a Kenya. La discriminació en particular és prevalent, com és la violència sexual. Això es produeix en àrees de reconeixement d'un tercer sexe pel govern, l'accés a la justícia, l'ocupació i altres àmbits de la vida pública.
Transgender Education and Advocacy (TEA) és "una organització de drets humans que treballa per posar fi a les violacions dels drets humans contra persones transgènere/transsexuals." Establerta el desembre de 2008, la TEA té com a objectiu canviar la mentalitat pública cap a persones transgènere/transsexuals a través de campanyes de sensibilització, reformes legals i normatives [,] i potenciar les persones transgènere/transsexuals".

## Taula resum
| Activitat sexual legal amb el mateix sexe                     | (fins a 14 anys de presó)               |
| Mateixa edat de consentiment                                  | No                                      |
| Lleis antidiscriminació a la feina                            | No                                      |
| Lleis antidiscriminació en la prestació de béns i serveis     | No                                      |
| Matrimoni del mateix sexe                                     | (Prohibició constitucional des de 2010) |
| Lleis antidiscriminació en el discurs de l'odi i la violència | No                                      |
| Reconeixement de les parelles del mateix sexe                 | No                                      |
| Adopció de fillastres per parelles del mateix sexe            | No                                      |
| Adopció conjunta per parelles del mateix sexe                 | No                                      |
| Prestació de servei militar per gais i lesbianes              | No                                      |
| Dret legal a canviar de gènere                                | No                                      |
| Accés a la fecundació in vitro per lesbianes                  | No                                      |
| Subrogació comercial per a parelles d'homes homosexuals       | No                                      |
| Permís per donar sang als MSMs                                | No                                      |